# Coppa Italia di Serie B 2011-2012 (calcio a 5)
La quattordicesima edizione della Coppa Italia di Serie B si è svolta tra il 17 gennaio e il 14 aprile 2012, con regolamento invariato rispetto all'edizione precedente. Sono qualificate alla manifestazione le squadre classificatesi ai primi quattro posti dei sei gironi al termine del girone di andata.
Le 24 formazioni sono distribuite in otto gironi triangolari, la cui composizione è stata determinata già all'inizio della stagione, e si affrontano reciprocamente tra loro in una gara unica. Si qualificano alla fase successiva solamente le formazioni vincitrici del girone.
La Final Eight della manifestazione si è svolta presso il PalaErcole di Policoro (MT). Il meccanismo di passaggio del turno prevede incontri a eliminazione diretta al termine dei quali, se sussistesse la condizione di parità, non si disputeranno i tempi supplementari ma direttamente i calci di rigore. La composizione del tabellone della Final Eight è stato sorteggiato il 30 marzo 2012 presso la sede della Divisione Calcio a 5 a Roma.

## Squadre qualificate[3]
| Girone A | Girone A   | Girone B | Girone B     | Girone C | Girone C           | Girone D | Girone D       | Girone E | Girone E         | Girone F | Girone F               |
| 1ª       | Aosta      | 1ª       | Zanè Vicenza | 1ª       | Reggiana           | 1ª       | Fuente         | 1ª       | Aloha            | 1ª       | LCF Martina            |
| 2ª       | Sinnai     | 2ª       | Jesolo       | 2ª       | Arena Montecchio   | 2ª       | Sala Consilina | 2ª       | Latina           | 2ª       | Gran Mareluna Bagheria |
| 3ª       | Lecco      | 3ª       | New Team FVG | 3ª       | Bastia Umbra Grifo | 3ª       | Real Molfetta  | 3ª       | Civis Colleferro | 3ª       | Reggio VV              |
| 4ª       | Carmagnola | 4ª       | Portos       | 4ª       | Forlì              | 4ª       | Venafro        | 4ª       | Prato Rinaldo    | 4ª       | Policoro               |

## Prima fase

### 1ª giornata[4]
17 gennaio 2012
- Aosta - Sotedi Jesolo 0-2
- CLD Carmagnola - Zanè Vicenza 5-12
- Reggiana - Futsal Portos 4-5
- Sinnai - New Team 3-9
- Fuente Foggia - Rocca Massima Latina 3-6
- Scarabeo Venafro - Aloha C5 1-8
- L.C. Five Martina Franca - Real Molfetta 6-2
- Sporting Sala Consilina - Civis Colleferro 1997 1-1

### 2ª giornata[5]
31 gennaio 2012
- Forlì - Aosta 3-0
- L'Arena - CLD Caramgnola 10-0
- Lecco - Reggiana 7-4
- Grifo Caminetti - Sinnai 12-1
- C.S. AVIS Policoro - Fuente Foggia 3-0
- Gran Mareluna Bagheria - Scarabeo Venafro 7-4
- Real Molfetta - Prato Rinaldo 2-2
- CADI Reggio Vibo - Sporting Sala Consilina 4-2

### 3ª giornata[6]
28 febbraio 2012
- Sotedi Jesolo - Forlì 2-4
- Zanè Vicenza – L'Arena 4-2
- Futsal Portos – Lecco 6-3
- New Team – Grifo Caminetti 6-3
- Rocca Massima Latina – C.S. AVIS Policoro 3-3
- Aloha C5 – Gran Mareluna Bagheria 8-1
- Prato Rinaldo – L.C. Five Martina Franca 3-6
- Civis Colleferro 1997 - CADI Reggio Vibo 2-1

### Classifica[7]

#### Girone 1
|  | Squadra | P.ti | V | P | S | GF | GS | DR |
|  | ------- | ---- | - | - | - | -- | -- | -- |
|  | Forlì   | 6    | 2 | 0 | 0 | 7  | 2  | +5 |
|  | Jesolo  | 3    | 1 | 0 | 1 | 4  | 4  | 0  |
|  | Aosta   | 0    | 0 | 0 | 2 | 0  | 5  | -5 |
|  |         |      |   |   |   |    |    |    |

#### Girone 3
|  | Squadra  | P.ti | V | P | S | GF | GS | DR |
|  | -------- | ---- | - | - | - | -- | -- | -- |
|  | Portos   | 6    | 2 | 0 | 0 | 11 | 7  | +4 |
|  | Lecco    | 3    | 1 | 0 | 1 | 10 | 10 | 0  |
|  | Reggiana | 0    | 0 | 0 | 2 | 8  | 12 | -4 |
|  |          |      |   |   |   |    |    |    |

#### Girone 5
|  | Squadra  | P.ti | V | P | S | GF | GS | DR |
|  | -------- | ---- | - | - | - | -- | -- | -- |
|  | Latina   | 4    | 1 | 1 | 0 | 9  | 6  | +3 |
|  | Policoro | 4    | 1 | 1 | 0 | 6  | 3  | +3 |
|  | Fuente   | 0    | 0 | 0 | 2 | 3  | 9  | -6 |
|  |          |      |   |   |   |    |    |    |

#### Girone 7
|  | Squadra       | P.ti | V | P | S | GF | GS | DR |
|  | ------------- | ---- | - | - | - | -- | -- | -- |
|  | LCF Martina   | 6    | 2 | 0 | 0 | 12 | 5  | +7 |
|  | Prato Rinaldo | 1    | 0 | 1 | 1 | 5  | 8  | -3 |
|  | Real Molfetta | 1    | 0 | 1 | 1 | 4  | 8  | -4 |
|  |               |      |   |   |   |    |    |    |

#### Girone 2
|  | Squadra          | P.ti | V | P | S | GF | GS | DR  |
|  | ---------------- | ---- | - | - | - | -- | -- | --- |
|  | Zanè Vicenza     | 6    | 2 | 0 | 0 | 16 | 7  | +9  |
|  | Arena Montecchio | 3    | 1 | 0 | 1 | 12 | 4  | +8  |
|  | Carmagnola       | 0    | 0 | 0 | 2 | 5  | 22 | -17 |
|  |                  |      |   |   |   |    |    |     |

#### Girone 4
|  | Squadra            | P.ti | V | P | S | GF | GS | DR  |
|  | ------------------ | ---- | - | - | - | -- | -- | --- |
|  | New Team FVG       | 6    | 2 | 0 | 0 | 15 | 6  | +9  |
|  | Bastia Umbra Grifo | 3    | 1 | 0 | 1 | 15 | 7  | +8  |
|  | Sinnai             | 0    | 0 | 0 | 2 | 4  | 21 | -17 |
|  |                    |      |   |   |   |    |    |     |

#### Girone 6
|  | Squadra                | P.ti | V | P | S | GF | GS | DR  |
|  | ---------------------- | ---- | - | - | - | -- | -- | --- |
|  | Aloha                  | 6    | 2 | 0 | 0 | 16 | 2  | +14 |
|  | Gran Mareluna Bagheria | 3    | 1 | 0 | 1 | 8  | 12 | -4  |
|  | Venafro                | 0    | 0 | 0 | 2 | 5  | 15 | -10 |
|  |                        |      |   |   |   |    |    |     |

#### Girone 8
|  | Squadra          | P.ti | V | P | S | GF | GS | DR |
|  | ---------------- | ---- | - | - | - | -- | -- | -- |
|  | Civis Colleferro | 4    | 1 | 1 | 0 | 3  | 2  | +1 |
|  | Reggio VV        | 3    | 1 | 0 | 1 | 5  | 4  | +1 |
|  | Sala Consilina   | 1    | 0 | 1 | 1 | 3  | 5  | -2 |
|  |                  |      |   |   |   |    |    |    |

## Final Eight
L'organizzazione della final eight della coppa Italia di serie B è stata affidata alla società "Centro Sportivo AVIS Policoro" presso il PalaErcole di Policoro (MT). Il sorteggio, avvenuto il 30 marzo nella sede della Divisione Calcio a Cinque, non prevedeva teste di serie, pertanto le otto finaliste sono state inserite in un'unica urna. I quarti di finale e le semifinali si sono regolarmente svolti il 12 e il 13 aprile mentre la finale, in programma il giorno successivo, è stata annullata a seguito della tragica morte del calciatore del Livorno Piermario Morosini. L'incontro è stato recuperato il successivo 29 settembre; come campo neutro è stato designato il PalaMalfatti di Rieti.

### Tabellone
|  | Quarti di finale | Quarti di finale | Quarti di finale |                  |              | Semifinali   | Semifinali | Semifinali |  |  | Finale | Finale | Finale |  |
|  |                  |                  |                  |                  |              |              |            |            |  |  |        |        |        |  |
|  | LCF Martina      | LCF Martina      | 4                |                  |              |              |            |            |  |  |        |        |        |  |
|  | LCF Martina      | LCF Martina      | 4                |                  |              |              |            |            |  |  |        |        |        |  |
|  | New Team FVG     | New Team FVG     | 2                |                  |              |              |            |            |  |  |        |        |        |  |
|  | New Team FVG     | New Team FVG     | 2                |                  | LCF Martina  | LCF Martina  | 4          |            |  |  |        |        |        |  |
|  |                  |                  |                  |                  | LCF Martina  | LCF Martina  | 4          |            |  |  |        |        |        |  |
|  |                  |                  | Civis Colleferro | Civis Colleferro | 2            |              |            |            |  |  |        |        |        |  |
|  | Civis Colleferro | Civis Colleferro | Civis Colleferro | Civis Colleferro | 2            | 1            |            |            |  |  |        |        |        |  |
|  | Civis Colleferro | Civis Colleferro |                  |                  |              |              |            |            |  |  |        |        |        |  |
|  | Forlì            | Forlì            | 0                |                  |              |              |            |            |  |  |        |        |        |  |
|  | Forlì            | Forlì            | 0                |                  | LCF Martina  | LCF Martina  | 6          |            |  |  |        |        |        |  |
|  |                  |                  |                  |                  |              |              |            |            |  |  |        |        |        |  |
|  |                  |                  | Zanè Vicenza     | Zanè Vicenza     | 3            |              |            |            |  |  |        |        |        |  |
|  | Latina           | Latina           | Zanè Vicenza     | Zanè Vicenza     | 3            | 3            |            |            |  |  |        |        |        |  |
|  | Latina           | Latina           |                  |                  |              |              |            |            |  |  |        |        |        |  |
|  | Zanè Vicenza     | Zanè Vicenza     | 5                |                  |              |              |            |            |  |  |        |        |        |  |
|  | Zanè Vicenza     | Zanè Vicenza     | 5                |                  | Zanè Vicenza | Zanè Vicenza | 3 (7)      |            |  |  |        |        |        |  |
|  |                  |                  |                  |                  | Zanè Vicenza | Zanè Vicenza | 3 (7)      |            |  |  |        |        |        |  |
|  |                  |                  | Aloha            | Aloha            | 3 (5)        |              |            |            |  |  |        |        |        |  |
|  | Aloha            | Aloha            | Aloha            | Aloha            | 3 (5)        | 5            |            |            |  |  |        |        |        |  |
|  | Aloha            | Aloha            |                  |                  |              |              |            |            |  |  |        |        |        |  |
|  | Portos           | Portos           | 2                |                  |              |              |            |            |  |  |        |        |        |  |

### Quarti di finale
| Arbitri: | Gaspare Maurici (Prato) Angelo De Benedictis (Campobasso) |
| Crono:   | Luca Michele De Candia (Molfetta)                         |

|                                               |           |                                                                                            |
| Terenzi 10'25'’ Rosinha 32'21'’ Maina 33'44'’ | Marcatori | 3'11'’ Santana 10'47'’ Vieira 21'31'’ (aut.) Giménez 37'05'’ (t.l.) Santana 38'54'’ Vieira |

| Arbitri: | Nicola Salvalaggio (Castelfranco Veneto) Leonardo Gaetani (Pescara) |
| Crono:   | Gianfranco Cardettini (Moliterno)                                   |

|                                                                                      |           |                                  |
| Leandrinho 17'21'’ Puhl 21'38'’ Preisler 22'55'’ (aut.) Algodão 25'17'’ Puhl 34'56'’ | Marcatori | 20'46'’ Preisler 39'53'’ Almeida |

| Arbitri: | Giovanni Colombi (Tivoli) Angelo Pessolano (Potenza) |
| Crono:   | Aurelio Di Lucchio (Venosa)                          |

|                                              |           |                               |
| Adelmo 2'15'’, 16'19'’, 20'16'’ Lopopolo 28’ | Marcatori | 24'44'’ Verona 36'38'’ Halimi |

| Arbitri: | Stefano Pani (Oristano) Fabrizio Burattoni (Lugo di Romagna) |
| Crono:   | Luigi Fiorentino (Molfetta)                                  |

|              |           |  |
| Nené 38'09'’ | Marcatori |  |

### Semifinali
| Arbitri: | Ruggiero Chiariello (Barletta) Nicola Zanna (Ferrara) |
| Crono:   | Ferruccio Prisma (Crotone)                            |

|                                                       |                      |                                                        |
| D. Tres 31'29’’ Di Fiore 34'08’’ Wagner Leite 34'35’’ | Marcatori            | 9'46’’ Algodão 23'02’’ Medici 37'08’’ (t.l.) Santonico |
| Ragno Leite Santana Tres                              | Tiri di rigore 7 – 5 | Algodão Medici Leandrinho Cittadini                    |

| Arbitri: | Francesco Scarpelli (Padova) Nicola Maria Manzione (Salerno) |
| Crono:   | Giuseppe Galasso (Avellino)                                  |

|                                                     |           |                              |
| Luft 3'12’’ Adelmo 16'01’’ Manfroi 22'05’’, 37'41’’ | Marcatori | 23'14’’ Luciano 38'26’’ Nené |

### Finale
| Arbitri: | Giuseppe Grillo (Rossano), Salvatore Minichini (Ercolano) |
| Crono:   | Manuela Di Fabbi (Sulmona)                                |

| |            | |
| Fininho 9'46’’ Manfroi 15'14’’ Dao 22'52’’ Francini 27'21’’ Manfroi 37'53’’                                                                                           | Marcatori  | 26'25’’ D. Tres 33'48’’, 39'59’’ Vieira |
| Claudio Lopopolo Daniele Lisi Esteban Arellano Andrea Scatigna Marco Solidoro Lucas Francini Felipe Manfroi Christian Luft Dao Fininho Caio Pagnussat Donato Massafra | Formazioni | · Filò · Fabio Grotto · Everton Sartori · Nicola Moro · David Tres · Michele Marcante · Arlan Pablo Vieira · Dario Carretta · Jones Andrei Santana · Matheus Zanella · Gheno Mazzocco · Luca Morassi |
| Piero Basile | Allenatori | Stefano Sottoriva |